# Iglesia de Haukedalen
La iglesia de Haukedalen (en noruego: Haukedalen kyrkje) es una iglesia parroquial de la Iglesia de Noruega en el municipio de Sunnfjord en el condado de Vestland, Noruega. Se encuentra en el pueblo de Haukedalen. Es una de las dos iglesias de la parroquia de Holsen og Haukedalen, que forma parte de Sunnfjord prosti (decanato) en la diócesis de Bjørgvin. La iglesia, blanca y de madera, fue construida en un estilo de iglesia larga en 1885 utilizando diseños del arquitecto Hartvig Sverdrup Eckhoff. La iglesia tiene capacidad para unas 120 personas.
La iglesia de Haukedalen está situada a una altitud de 300 metros sobre el nivel del mar, y dentro del condado de Sogn og Fjordane, sólo la iglesia de Borgund Stave y la iglesia de Borgund, en el municipio de Lærdal, están más elevadas. Haukedalen es también la iglesia situada más lejos del mar en todo el condado de Sogn og Fjordane, a 42 kilómetros de la cabecera del Førdefjorden. La comunidad de Haukedalen se encuentra en la parte alta de la cuenca del río Gaula, y está geográficamente más unida al municipio de Gaular. Los habitantes de Haukedalen siempre han pertenecido a la parroquia de Førde, aunque tenían que cruzar el paso de Rørvikfjellet, de 543 metros de altura, en las montañas de Gaularfjellet, para llegar a la iglesia de Holsen (hasta que Haukedalen tuvo su propia iglesia). Haukedalen se encuentra en el centro geográfico del condado de Sogn og Fjordane, por lo que es una ciudad distante y central a la vez.

## Historia

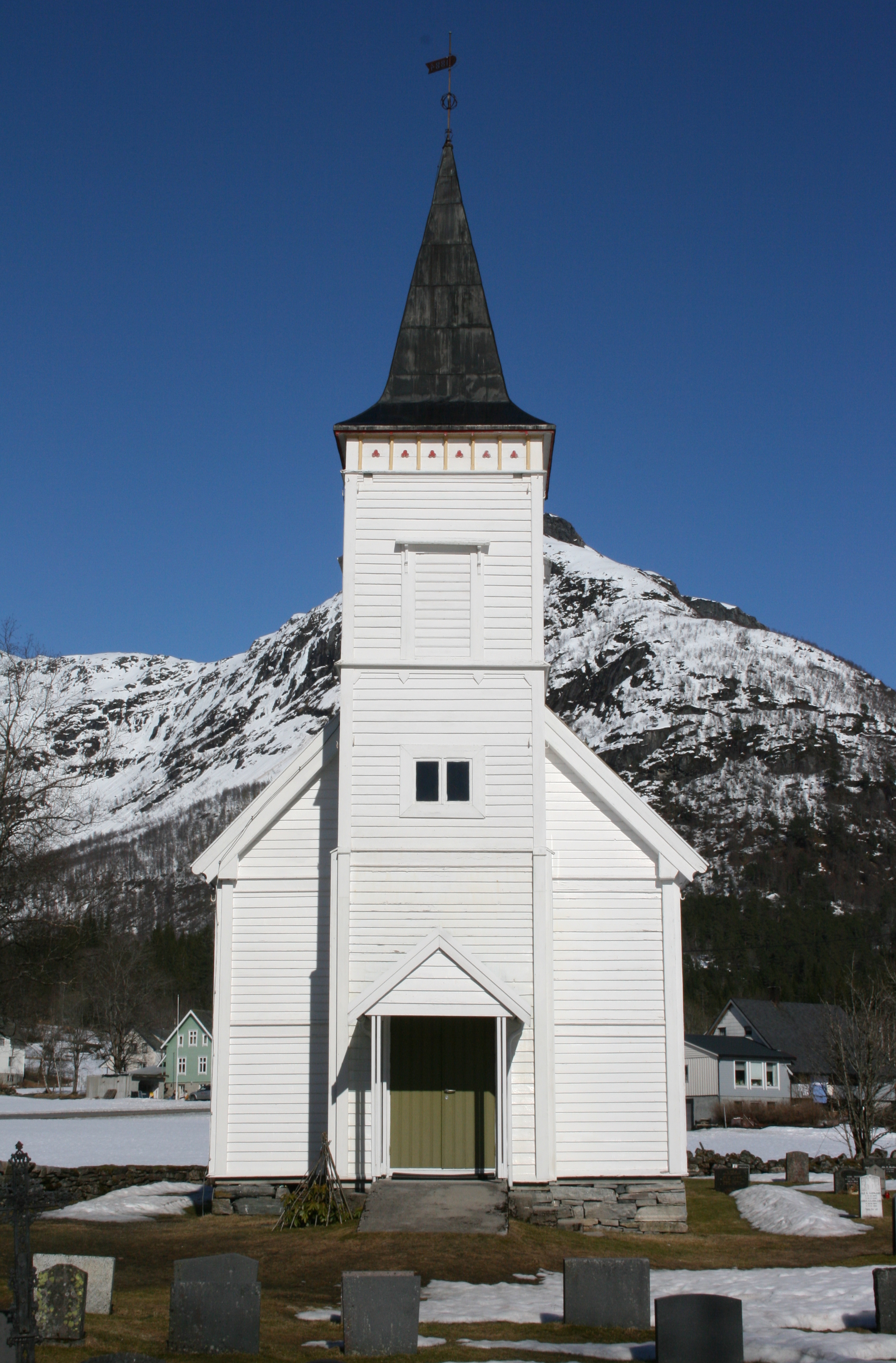
Vista frontal

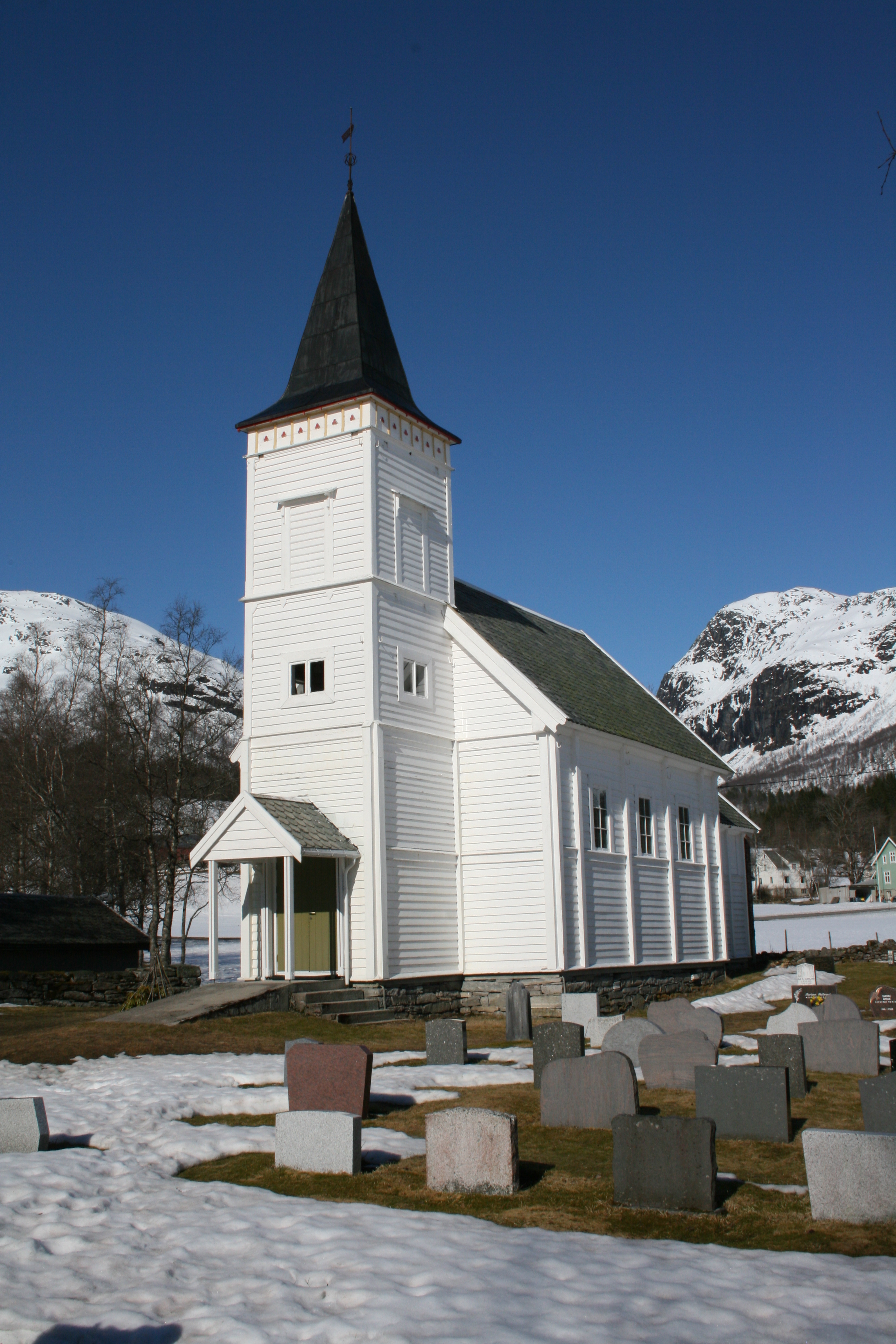
Vista lateral del exterior

Los primeros registros históricos existentes de la iglesia se remontan al año 1699. En ese momento, se llamaba "capilla" y estaba bajo el control de la Iglesia Holsen, a unos 15 km al oeste en el próximo valle. Los residentes de Haukedalen habían estado pidiendo su propia iglesia durante mucho tiempo. Es posible que hubiese una iglesia medieval ubicada allí y que en algún momento fuese demolida, pero no hay registros sobrevivientes que lo respalden.
Históricamente, los habitantes del valle de Haukedalen formaban parte de la parroquia de la iglesia de Holsen, situada en el valle contiguo. Sin embargo, grandes cantidades de nieve detenían a un buen número de viajeros de la iglesia que debían atravesar el paso de montaña entre Holsen y Haukedalen. Hay un lugar llamado Likhillaren donde la gente solía dejar los ataúdes si la oscuridad o el mal tiempo se presentaban mientras iban de camino a la iglesia de Holsen.
Hacia finales del siglo XVII (probablemente en 1673), los habitantes de Haukedalen tuvieron por fin su propia iglesia. Se construyó cerca del lago Haukedalsvatnet. La iglesia tenía unos 7 metros de largo y una forma rectangular. 
Antes de 1859, el vicario de la parroquia de Førde venía a Haukedalen solo dos veces al año, alrededor del verano y el día de San Miguel (29 de septiembre). Los funerales eran atendidos por la gente del pueblo. Se acostumbraba a "cantar" el cadáver en la casa y luego se enterraba el féretro en el cementerio. Los rituales eclesiásticos debían esperar hasta el siguiente servicio religioso. La tradición de la misa de solsticio de verano es especial, y es algo que Haukedalen comparte con otros valles de montaña, como en Guddal. La misa de solsticio de verano es aún hoy un día de celebración para la gente de la comunidad
En 1885, la antigua capilla fue demolida y reemplazada en el mismo sitio por un nuevo edificio. La nueva iglesia fue consagrada el 8 de julio de 1885 y esta vez tenía el estatus de iglesia (en lugar de capilla). Desde entonces, Haukedalen ha tenido un servicio de adoración aproximadamente una vez al mes.

## Edificio
La actual iglesia de Haukedalen fue construida en 1884 y consagrada al año siguiente, el mismo año en que se terminó la iglesia de Førde. Al igual que en el caso de la antigua iglesia, la gente del valle cubrió todos los gastos, que ascendieron a 5765.06 kr. Es una iglesia basilical con entramado de madera, pintada de blanco, con el campanario sobre el pórtico hacia el oeste. La nave es de 9.5 por 7 m, el presbiterio mide 5.5 por 4.5 m. Se construyó una sacristía al este en la década de 1950. También en ese momento se aisló la iglesia, se instaló iluminación eléctrica y calefacción, y se renovó el interior con nuevos paneles y asientos nuevos. Históricamente, la gente se sentaba en la iglesia según su rango, con la gente de las granjas más grandes en los bancos del frente y las granjas más pequeñas en la parte de atrás, pero esto se cambió para el 75 aniversario en 1960.